# A dos Cunhados
A dos Cunhados ist ein Ort und eine ehemalige Gemeinde (Freguesia) im portugiesischen Kreis (Concelho) von Torres Vedras. In ihr leben 8349 Einwohner (Stand 30. Juni 2011).

## Geschichte
Seit dem Paläolithikum siedelten hier Menschen. Im 9. Jahrhundert entstand hier ein christliches Kloster, das den Angriffen der Mauren Widerstand leistete, die sich im Zuge ihrer Landnahme ab 711 im nahen Torres Vedras angesiedelt hatten.
Die erste Erwähnung des heutigen Ortes stammt aus dem Jahr 1527, als Ortschaft in einer damals bestehenden Gemeinde um das Kloster herum. Die Bewohner des Ortes begannen hier 1570 den Bau einer Kapelle. Der Erzbischof von Lissabon gestattete 1572, dass dort offiziell Messen gelesen wurden, und entschied 1581, die eigene Gemeinde A dos Cunhados zu gründen.
1995 wurde der Ort zur Vila (Kleinstadt) erhoben.
Im Zuge der Gemeindereform 2013 wurde die Gemeinde A dos Cunhados aufgelöst und mit Maceira zu einer neuen Gesamtgemeinde zusammengeschlossen.

### Der Ortsname
Gründer des Ortes sollen drei Schwäger (Portugiesisch: Cunhado) gewesen sein. So wurde die ursprüngliche Siedlung als Lugar dos Cunhados (dt.: Ort der Schwager) bekannt, entsprechend der Überlieferung. Der so entstandene, lokal gebräuchliche Ortsname soll sich über das verkürzte Dos Cunhados zu A dos Cunhados (dt. etwa: Die der Schwager) verwandelt haben.

## Kultur, Sport und Sehenswürdigkeiten
Zu den Baudenkmälern der Gemeinde gehören die Überreste des im 9. Jahrhundert gegründeten Klosters (Convento de Nossa Senhora da Graça de Penafirme), die Ruínas do Convento de Penafirme, junto à foz da Ribeira do Sorraia (dt.: Ruinen des Klosters von Penafirme, an der Mündung des Ribeira do Sorraia). 

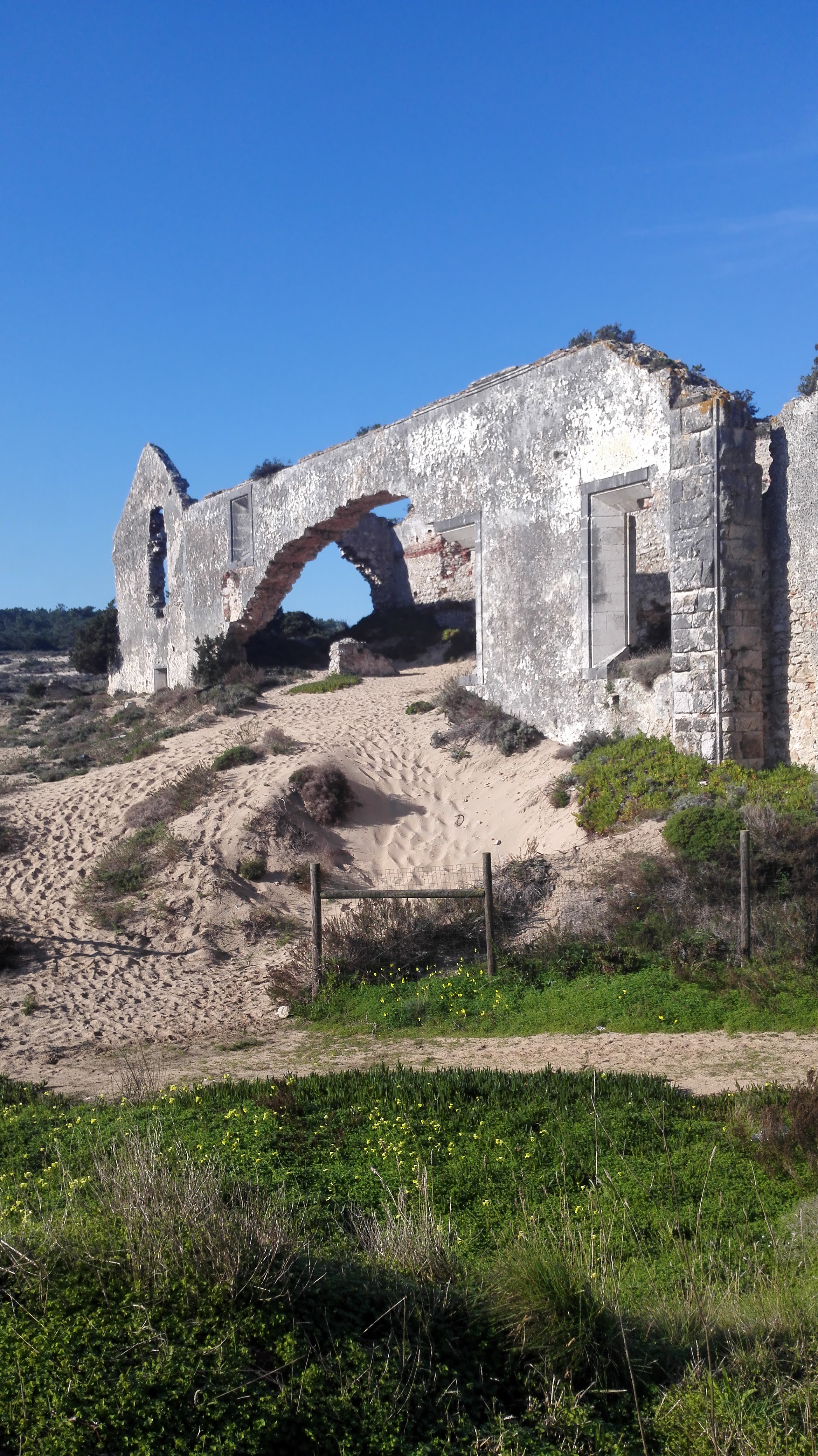
Ruinas do Convento de Penafirme

Nach verschiedenen Erweiterungen und Umbauten erlitt das Kloster im Erdbeben von Lissabon 1755 grundlegende Schäden und wurde unbewohnbar. Die Mönche errichteten daraufhin das Kloster etwa 2,5 km entfernt neu und das alte Kloster verfiel seither.

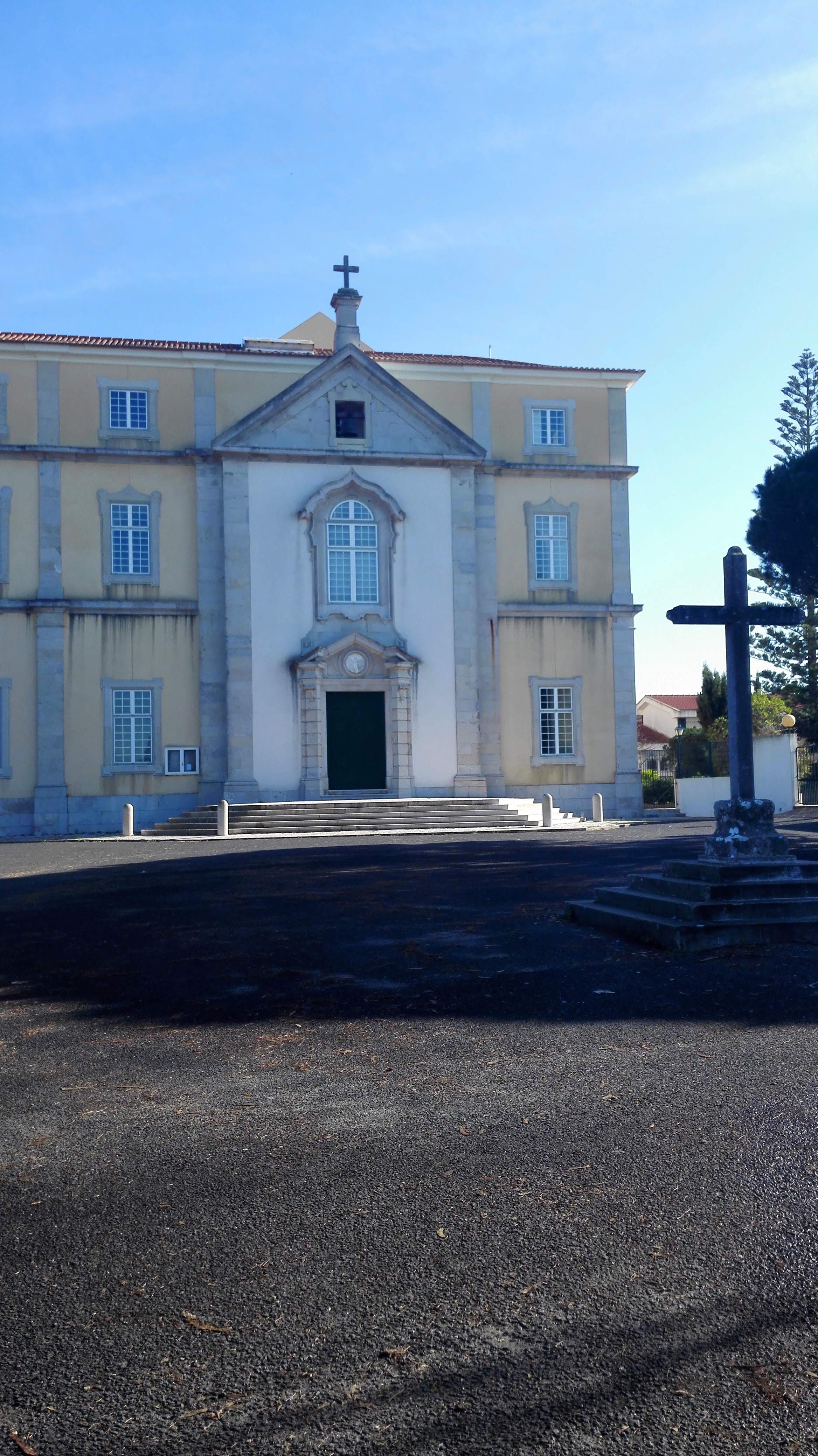
Klosterneubau

 Außerdem zu besichtigen sind vorgeschichtliche Grabstätten in Erdlöchern und Höhlen (Grutas), und die im 18. Jahrhundert errichtete, mit Azulejos ausgeschmückte Gemeindekirche Igreja Paroquial de A-dos-Cunhados (auch Igreja de Nossa Senhora da Luz).
Das Landschaftsbild der Gemeinde A dos Cunhados ist ein geschützter Teil der Landschaft der Estremadura-Oeste, der westlichen Estremadura.
Die Gemeinde verfügt über eine Reihe von Seebädern und Stränden, die teils mit der Blauen Flagge ausgezeichnet wurden, und die gelegentlich Austragungsort von Sportveranstaltungen sind, insbesondere der internationale Surf-Wettbewerb Santa Cruz Ocean Spirit – Festival Internacional de Desportos de Ondas am Strand Praia do Mirante, am Ort Santa Cruz.

## Verwaltung

### Ortschaften
A dos Cunhados war Sitz einer gleichnamigen Gemeinde (Freguesia). Folgende Ortschaften liegen im Gebiet der ehemaligen Gemeinde:
| - A-dos-Cunhados - Boavista - Bombardeira - Brejenjas - Casais do Rego - Casais da Serpegeira - Casais Vale da Borra - Casal da Barreirinha - Casal da Carrasquinha - Casal da Popa | - Casal da Portela - Casal de Serpa - Casal da Varzinha - Casal das Paradas - Casal de Além - Casal do Seixo - Casal dos Feros - Casal Figueira Velha - Casal Ventoso - Louribetão | - Palhagueiras - Pinheiro Manso - Póvoa de Além - Póvoa de Penafirme - Praia da Vigia - Quinta da Piedade - Santa Cruz – Pisão - Sobreiro Curvo - Vale Janelas - Valongo |

Mit der Gebietsreform im September 2013 wurden die Gemeinden A dos Cunhados und Maceira zur neuen Gemeinde União das Freguesias de A dos Cunhados e Maceira zusammengeschlossen. A dos Cunhados wurde Sitz der Gemeinde.

### Gemeindefeiertag
- 10. September (wird mit einem Jahrmarkt im ursprünglichen Sinn begangen)

## Persönlichkeiten
- Francisco Miranda (* 1952), Radrennfahrer
- Nuno Isidro Nunes Cordeiro (* 1964), römisch-katholischer Geistlicher, Weihbischof in Lissabon
- Tiago Ferreira (* 1975), Fußballspieler
- André Bernardes Santos (* 1989), Fußballspieler